# Mileszki (osiedle administracyjne)

Podział dawnej dzielnicy Widzew na osiedla administracyjne – wyszczególnione osiedle Mileszki

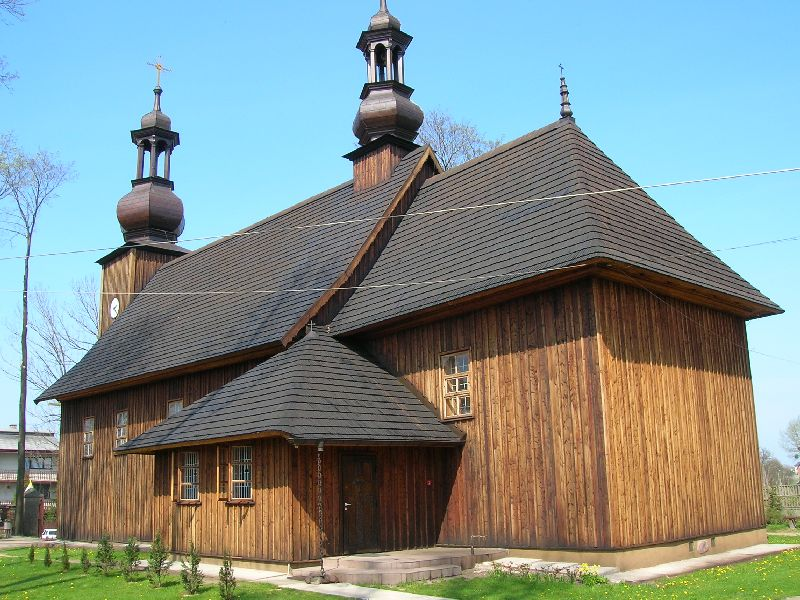
Kościół w Mileszkach

Mileszki – osiedle administracyjne (jednostka pomocnicza gminy) we wschodniej części Łodzi, w dzielnicy Widzew, obejmujące dawne podłódzkie wsie, obecnie peryferyjne osiedla – Mileszki i Wiączyń Górny oraz pobliskie tereny, zamieszkiwane przez 1 698 osób.

## Obszar i zabudowa
Mimo iż osiedle jest częścią trzeciego co do wielkości miasta Polski, teren osiedla Mileszki ma typowo wiejski charakter i jest, jak na warunki miejskie, słabo zaludniony. Obejmuje on dość duży obszar (ok. 10 km²), złożony w głównej mierze z pól i nieużytków, a także niewielkich, głównie sosnowych lasów oraz łąk.
Jedynie w dwóch miejscach znajdują się obszary zabudowane. Pierwszy z nich ciągnie się w centrum tego terytorium, wzdłuż ulicy Pomorskiej (Mileszki), a drugi – przy południowo-wschodnim krańcu osiedla (Wiączyń Górny). Zabudowa istniejąca na tym terenie to dość zwarta zabudowa typu wiejskiego (ulicówka). 
Przez osiedle przepływają liczne drobne cieki wodne. Wiele dróg na terenie osiedla ma charakter gruntowy.
Osiedle od wschodu graniczy z gminą Nowosolna.

## Infrastruktura
Na osiedlu znajdują się m.in. nieliczne drobne sklepy, siedziba Ochotniczej Straży Pożarnej oraz Szkoła Podstawowa nr 203.

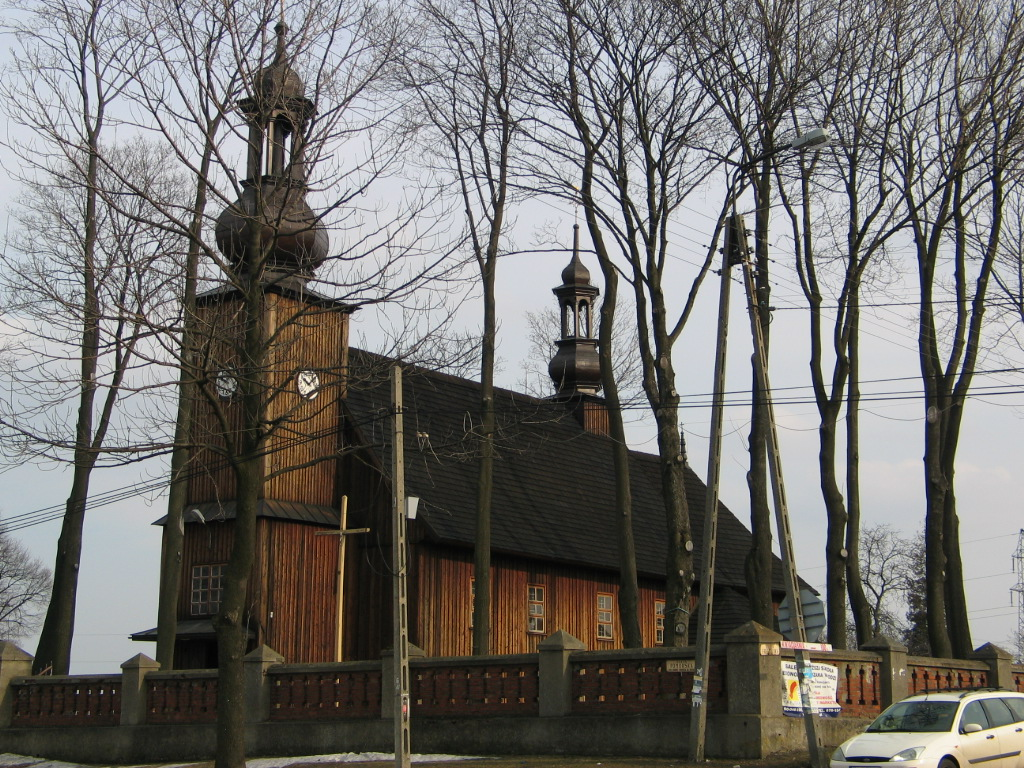
Widok kościoła w Mileszkach

Większość obszaru osiedla nie ma połączeń autobusowych ani tramwajowych z resztą miasta; jedynie do miejsc zwartej zabudowy dojeżdżają rzadko kursujące autobusy MPK (linie 54A/54B prowadząca przez Mileszki oraz linia 91A/91B/91C prowadząca przez Wiączyń Górny).
Położony w Mileszkach drewniany, zabytkowy kościół pw. św. Doroty spłonął 31 sierpnia 2015.

## Rada Osiedla
Adres rady osiedla:
Osiedle Mileszki
ul. Pomorska 406 (siedziba OSP)
92-735 Łódź

## Galeria

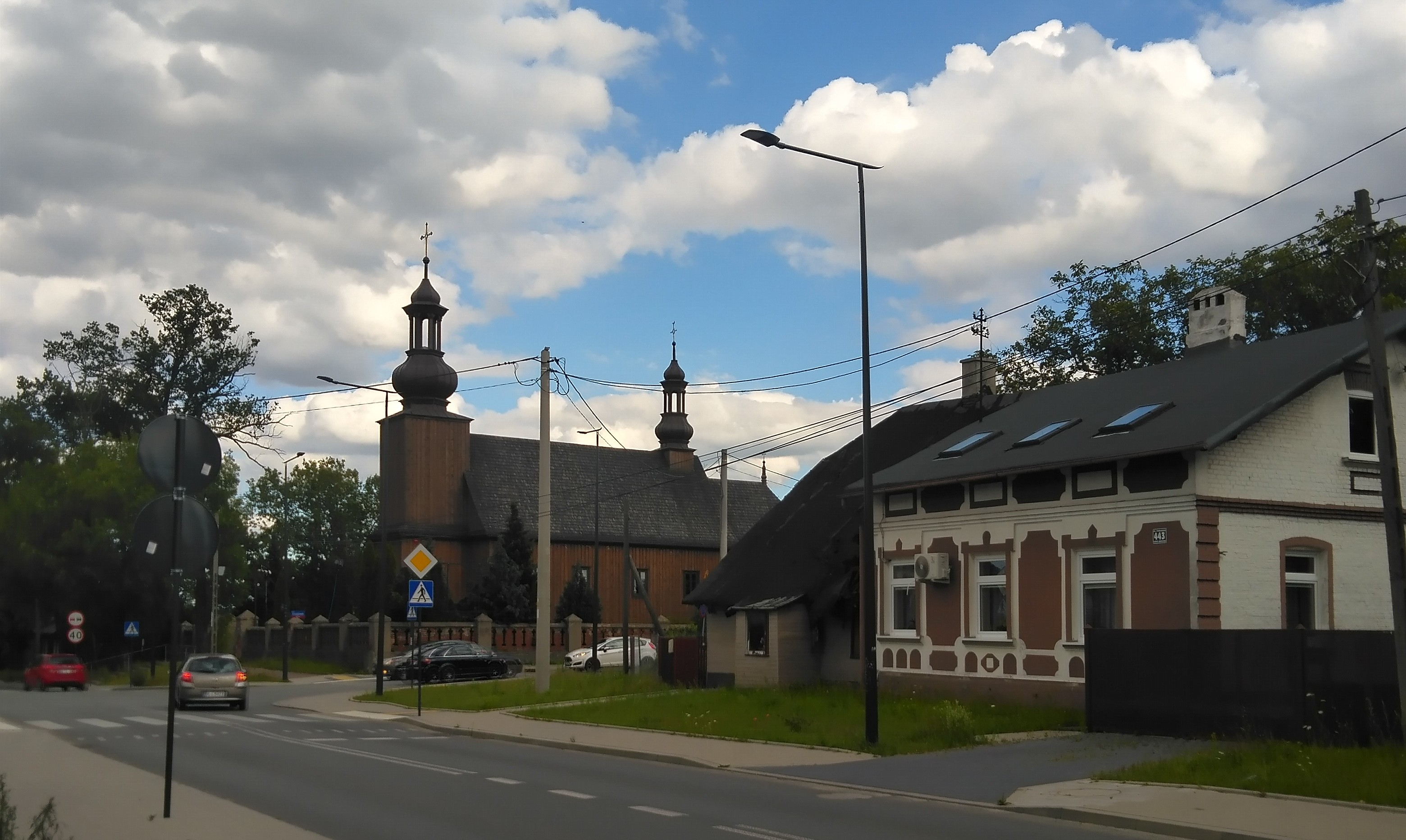
Mileszki w 2025 r. (ul. Pomorska)
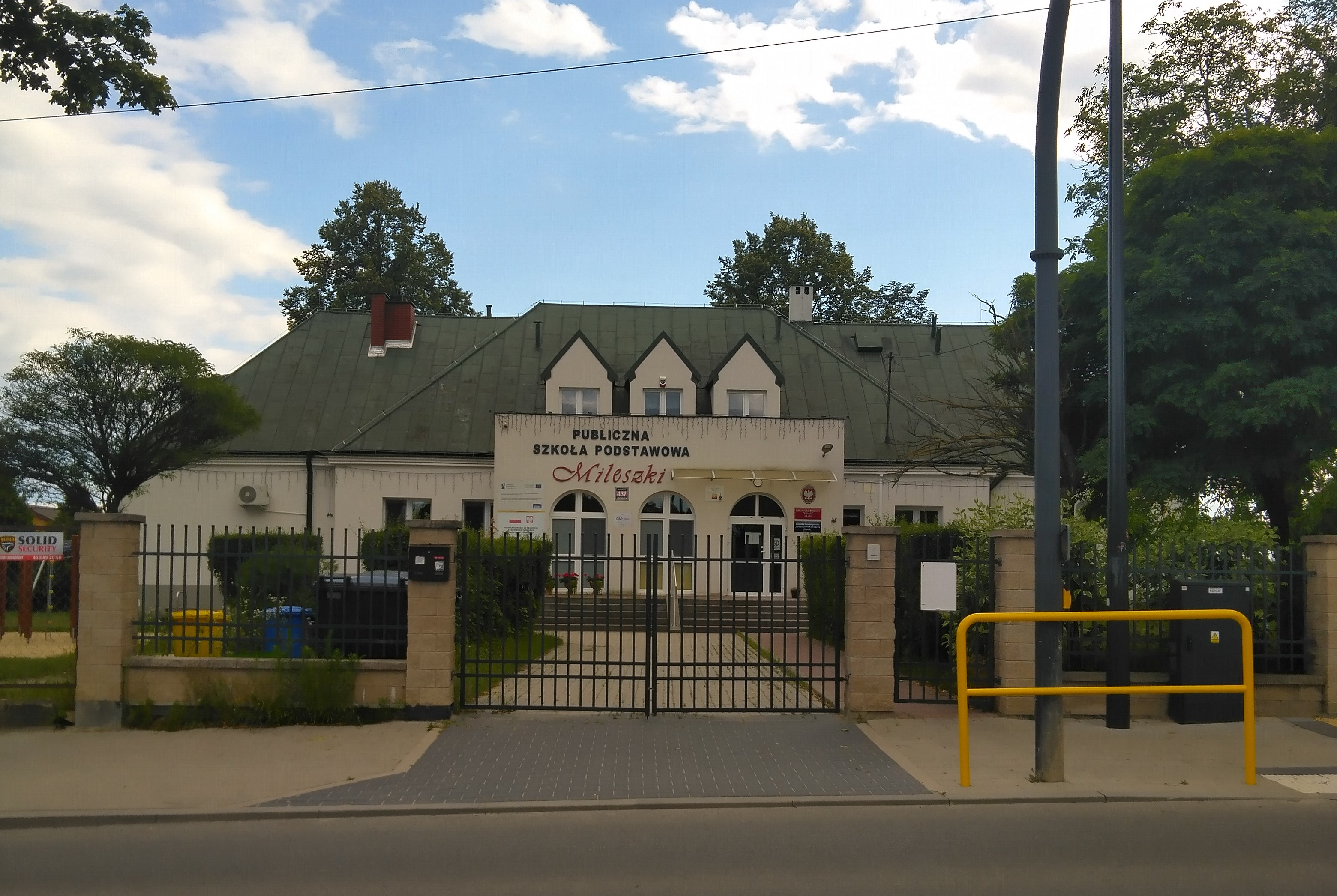
Szkoła Podstawowa
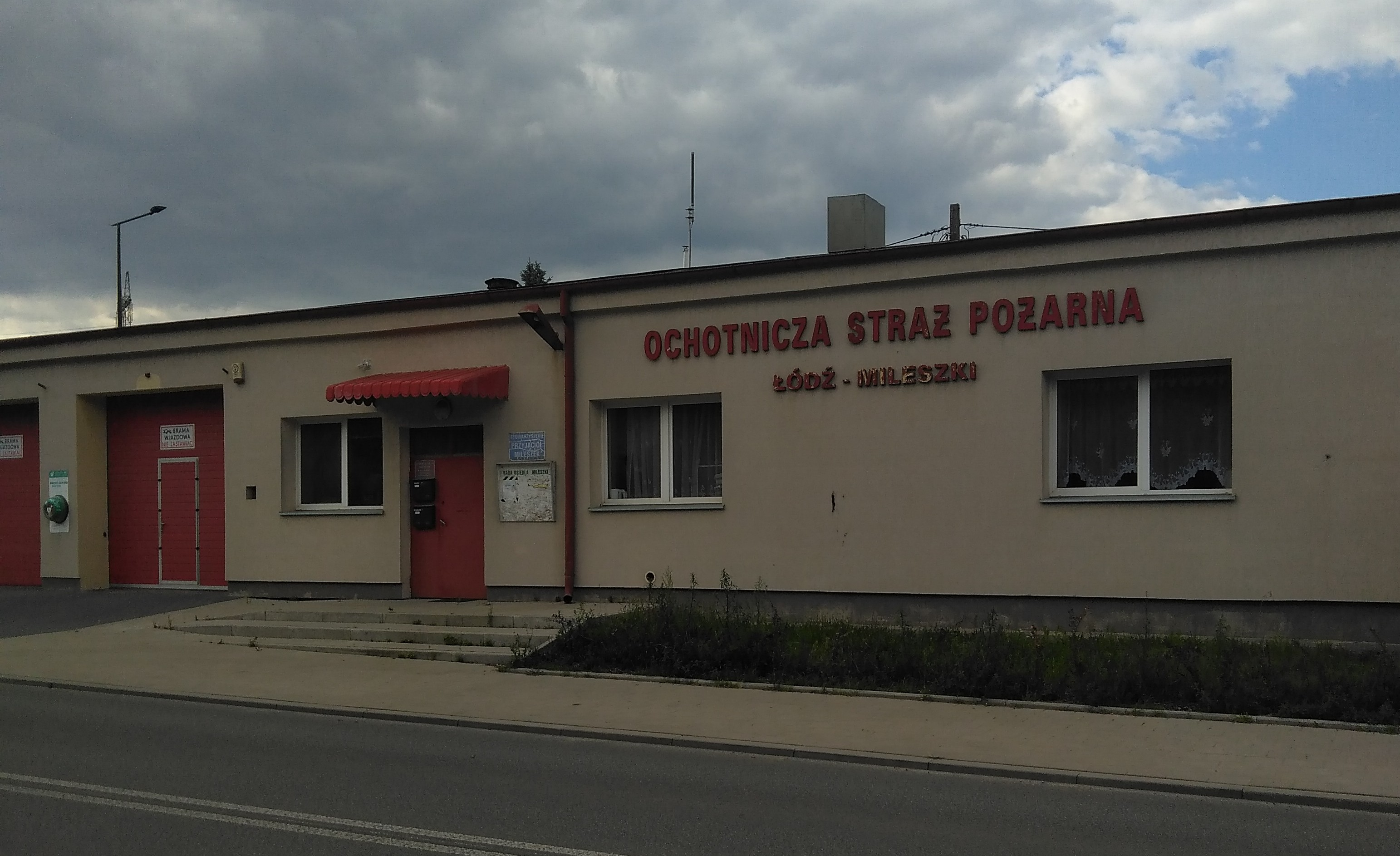
Remiza OSP i siedziba Stowarzyszenia Przyjaciół Mileszek
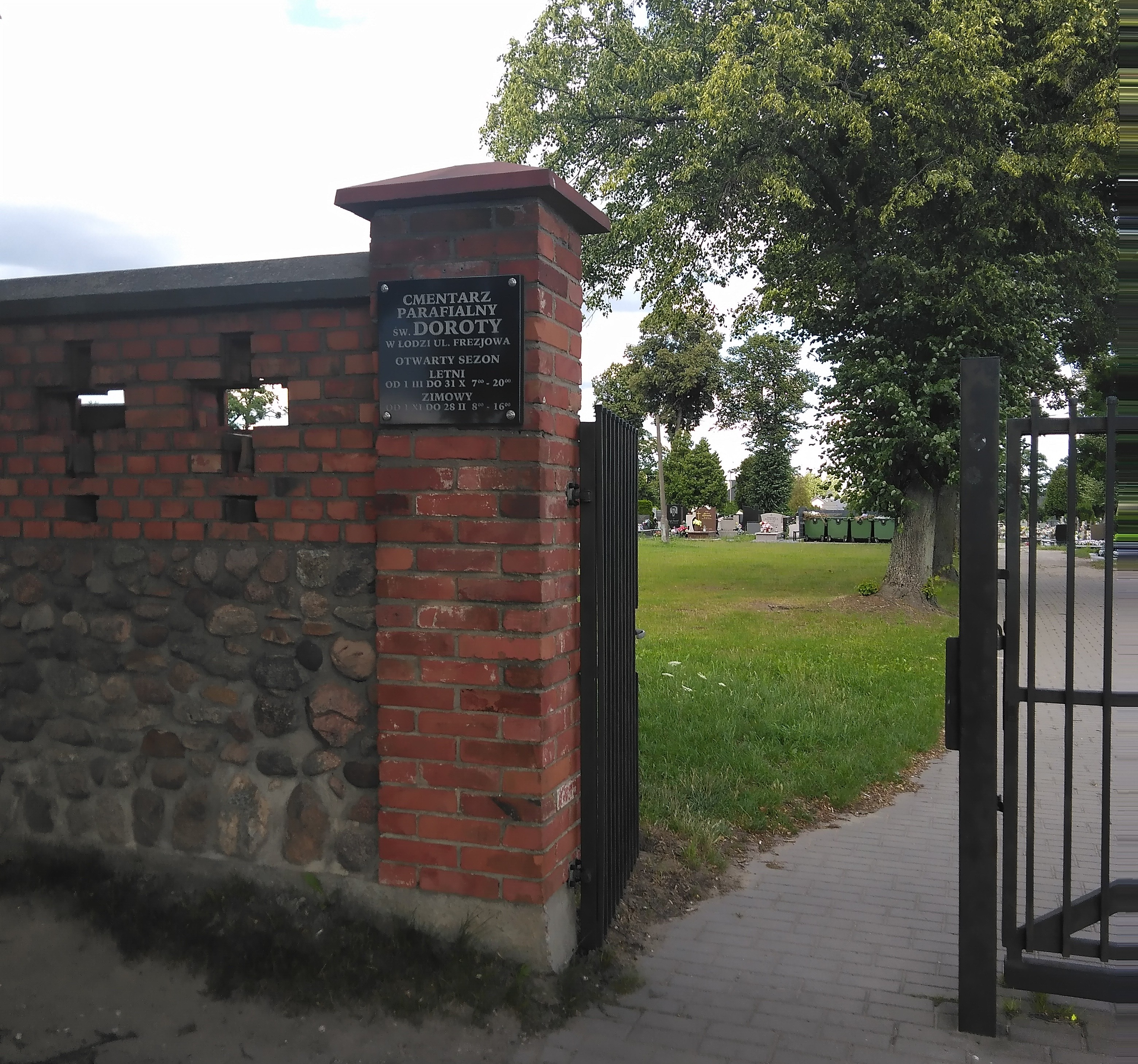
Cmentarz parafialny przy ul. Frezjowej
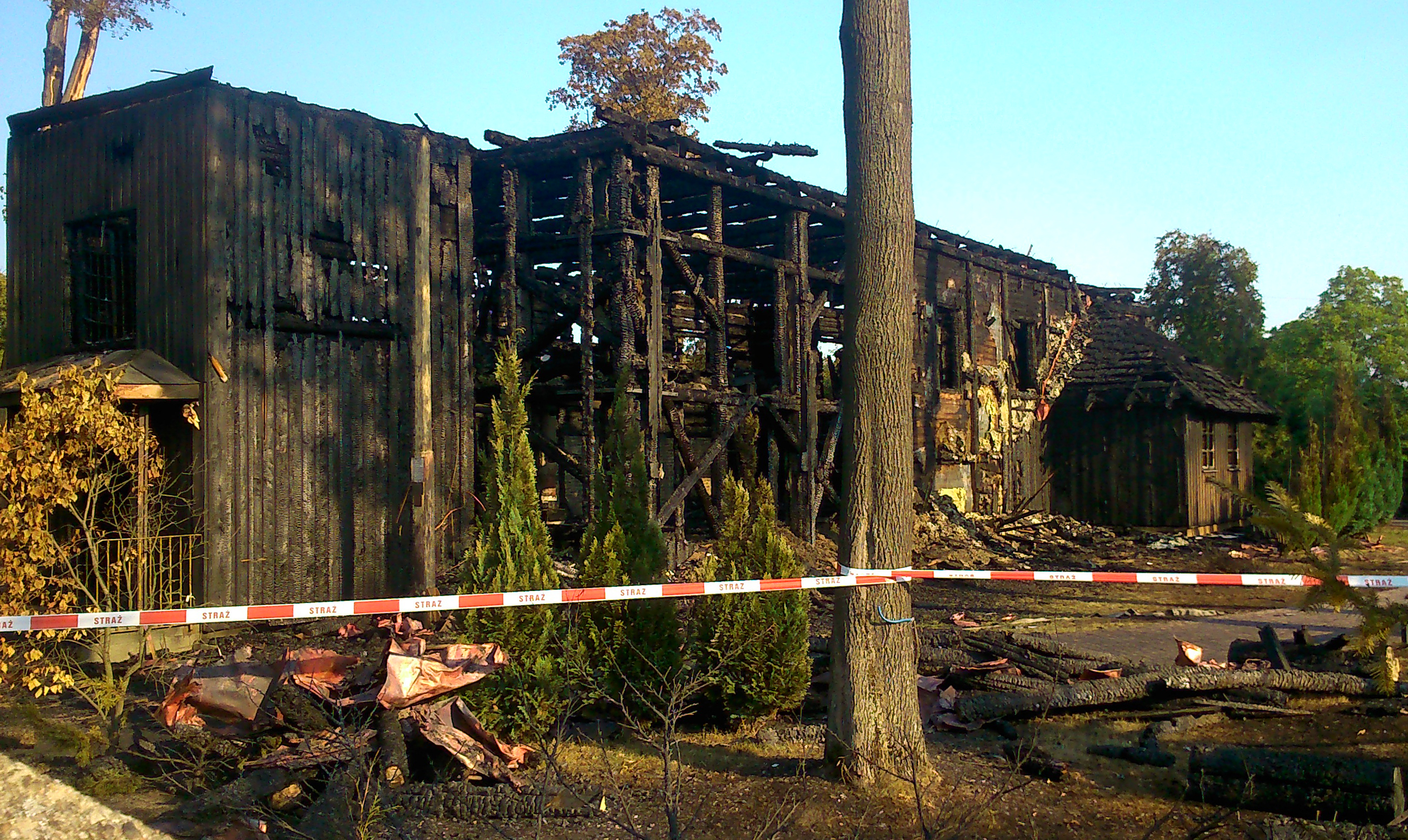
Kościół św. Doroty po pożarze (2015)